# László Barkóczi
László Barkóczi (* 20. Mai 1919 in Berettyóújfalu, Komitat Hajdú-Bihar, Ungarn; † 26. März 2017) war ein ungarischer Provinzialrömischer Archäologe.
Barkóczi wurde als Sohn von Lajos Barkóczi und Mária Lőrincz geboren. 1938 erlangte er die Matura am königlichen katholischen Franz-Joseph-Gymnasium im 2. Bezirk in Budapest. Von 1938 bis 1944 besuchte er in der ungarischen Hauptstadt die Philosophische Fakultät an der damaligen Péter-Pázmány-Universität der Künste und Wissenschaften (heute Loránd-Eötvös-Universität). Seine Studienschwerpunkte lagen bei der Provinzialrömischen, der Klassischen und der Christlichen Archäologie. Ab dem Kriegsjahr 1941 war er für Andreas Alföldi als Hilfskraft tätig, schloss 1942 sein Studium ab und wurde Assistent bei Alföldi. Gleichzeitig absolvierte er ein unbezahltes Praktikum am Ungarischen Nationalmuseum.
Seine ersten Ausgrabungen fanden zusammen mit dem Archäologen Aladár Radnóti (1913–1972) zwischen 1939 und 1942 in Porolissum, Siebenbürgen  – damals zu Ungarn gehörend – sowie in Szőny (Legionslager Brigetio) statt. Im Kriegsjahr 1944 legte er erfolgreich seine Dissertation über die römische Zivilstadt von Brigetio vor. Noch im selben Jahr wurde er eingezogen und in den letzten Abwehrschlachten eingesetzt. Seine Kriegsgefangenschaft erlebte Barkóczi ab 1945 in Straßburg und kehrte 1946 nach Ungarn zurück. Sofort nahm er seine Arbeit am Ungarischen Nationalmuseum wieder auf und war dort bis 1959 als Kustos beschäftigt. 1947 heiratete er Éva Kardos. 1949 und 1952 wurden seine beiden Söhne László und István geboren.
Zu Beginn konzentrierten sich seine Arbeiten auf die Erforschung des Limes Pannonicus in Ungarn, wobei er 1949 und 1950 am Kastell Intercisa Ausgrabungen leitete. In denselben Jahren sowie 1954 war er mit Untersuchungen am Kastell Vetus Salina beschäftigt. 1951 untersuchte Barkóczi mehrere frührömische Hügelgräber bei Pusztaszabolcs. Er lud die Archäologin Éva B. Bónis (1919–1999) ein, seine Arbeiten an den Gräbern zu begleiten, und begann im selben Jahr mit Ausgrabungen am spätrömischen Binnenkastell Keszthely-Fenékpuszta. Diverse Notgrabungen folgten. 1955 wurde er durch die Ungarische Akademie der Wissenschaften zum Kandidaten der Geschichtswissenschaften im Fachbereich Archäologie ernannt. Seine dazugehörige Dissertation beinhaltete eine Zusammenfassung der bis dahin bekannten Geschichte Intercisas. Von 1960 bis 1962 war er Leiter der Archäologischen Abteilung des Ungarischen Nationalmuseums. Seine Spezialgebiete lagen dabei insbesondere bei der Limesforschung und der Epigraphik. 1963 wurde er Senior-Mitglied der Archäologischen Forschungsgruppe der Ungarischen Akademie der Wissenschaften, die 1968 in Archäologisches Institut umbenannt wurde. Barkóczi wurde Leiter der Antikenabteilung dieses Instituts. Als Mitglied der Forschungsgruppe nahm er 1964 an einer ungarischen Expedition nach Ägypten teil, wobei in der später im Assuan-Staudamm untergegangenen nubischen Grabungsstätte Abdallah Nirqi gegraben wurde. 1967 war Barkóczi bei internationalen Forschungen in Karthago tätig. 1963 wurde er Senior-Mitglied der Archäologischen Forschungsgruppe der Ungarischen Akademie der Wissenschaften, die 1968 in Archäologisches Institut umbenannt wurde. Barkóczi wurde Leiter der Antikenabteilung dieses Instituts. 1970 richtete das Institut Spezialforschungsfelder ein, wobei Barkóczi die Rolle eines Leiters des Studiengebiets „Grenzen des Römischen Reiches“ zukam. 1979 wurde der Archäologe stellvertretender Direktor des Instituts, doch war er nicht bereit, die ihm angebotene Direktorenstelle zu übernehmen.  Daher zog er sich 1982 ins Privatleben zurück und ging in den Ruhestand.
Seine wissenschaftlichen Leistungen wurden 1976 durch die silberne und 1982 durch die goldene Medaille des ungarischen Verdienstordens der Arbeit gewürdigt. Barkóczi war ab 1980 Träger der Flóris-Rómer-Medaille und bekam 1990 die Pro Arte Vitraria-Medaille verliehen.

## Schriften (Auswahl)
- Brigetio (= Dissertationes Pannonicae. Ser. 2, 22). Institut für Münzkunde und Archäologie der Peter Pázmány-Universität, Budapest 1951.
- u. a.: Intercisa (Dunapentele). Geschichte der Stadt in der Römerzeit. 1–2. Akadémiai Kiadó, Budapest 1954–1957.
- mit András Mócsy: Die römischen Inschriften Ungarns (RIU). 1. Lieferung: Savaria, Scarbantia und die Limes-Strecke Ad Flexum. Akadémiai Kiadó, Budapest 1972, ISBN 9630506807.
- mit Ágnes Salamon: Das Gräberfeld von Szabadbattyán aus dem 5. Jahrhundert. Die topographische Lage und die Forschung. In:  Antaeus 5, 1974/75, S. 89–111.
- mit András Mócsy: Die römischen Inschriften Ungarns (RIU). 2. Lieferung: Salla, Mogentiana, Mursella, Brigetio. Akadémiai Kiadó, Budapest 1976, ISBN 90-256-0770-5.
- mit Sándor Soproni: Die römischen Inschriften Ungarns (RIU). 3. Lieferung: Brigetio (Fortsetzung) und die Limesstrecke am Donauknie. Akadémiai Kiadó, Budapest 1981, ISBN 963-05-2374-4.
- Pannonische Glasfunde in Ungarn. Akadémiai Kiadó, Budapest 1988, ISBN 963-05-4286-2.
- Antike Gläser. (= Monumenta antiquitatis extra fines Hungariae reperta 5). „L’Erma“ di Bretschneider, Rom 1996. ISBN 88-7062-931-7.